# Jacob de Backer
Jacob de Backer (ur. między 1540 a 1555 w Antwerpii, zm. między 1591 a 1599 tamże) – niderlandzki malarz.

## Życiorys
W 1560 roku wyjechał do Włoch, gdzie poznał m.in. twórczość Giorgia Vasariego czy Jacopa Zucchiego, która pozostawiła trwały ślad w jego twórczości. Studiował razem z Antonim van Palermo i Hendrikiem Steenwijkiem Starszym. W 1567 roku powrócił do Antwerpii i podjął się namalowania portretu opata Jacobusa del Rio na ołtarzu w opactwa Baudeloo w Gandawie. Dzieło zostało ukończone w 1569 roku. 

## Twórczość
Backer był w Antwerpii i szerzej – we Flandrii – czołowym przedstawicielem późnego manieryzmu w stylistyce florencko-rzymskiej. Uprawiał malarstwo religijne, alegoryczne, mitologiczne i portretowe. W swoich dziełach podejmował tematy pozwalające na mistrzowskie wykorzystanie i operowanie nagimi postaciami w najróżniejszych wyrafinowanych pozach i układach, czym naśladował włoski figura serpentinata. Do najwybitniejszych jego dzieł zalicza się Sąd Ostateczny z 1571 roku (obecnie w Antwerpii) oraz epitafium wydawcy Christopha Plantina w atedrze Najświętszej Marii Panny w Antwerpii, w formie tryptyku ze scenami Sądu Ostatecznego (w środku) i z wizerunkami rodziny Plantina po bokach.